# Кохли, Вират
Вират Кохли (англ. Virat Kohli; род. 5 ноября 1988, Дели) — индийский крикетист, считается одним из лучших бэтсменов в мире. В настоящее время — капитан сборной Индии и капитан команды Royal Challengers Bangalore в Индийской премьер-лиге. Чемпион мира в форматах ODI (2011) и Твенти20 (2024).
В 2018 году журнал Time назвал Кохли одним из 100 самых влиятельных людей в мире. Награждён высшей спортивной награды страны — Раджив Ганди Кхел Ратна и четвёртым по значимости гражданским орденом Индии Падма Шри. Супруг актрисы Анушки Шармы.

## Биография
Вират Кохли родился 5 ноября 1988 года в Дели в пенджабской семье, обучался в Академии крикета Западного Дели с момента её основания в 1998 году и одновременно играл матчи в Академии Сумит Догра недалеко от Ноиды.

## Личная жизнь
С 2013 года, он начал встречаться с болливудской актрисой Анушкой Шарма, вскоре этой паре дали прозвище «Вирушка». Их отношения привлекли значительное внимание средств массовой информации, с постоянными слухами и спекуляциями в СМИ, поскольку ни один из них публично не говорил об этом. Поженились 11 декабря 2017 года во Флоренции. 11 января 2021 года у супругов родилась дочь.

## Карьера и международные турниры
- В 2002 году — впервые сыграл за команду Дели «U-15».
- В конце 2004 года — выбран в команду Дели «U-17».
- В июле 2006 года — отобран в национальную команду «U-19», а в ноябре дебютировал в первом классе за команду Дели против команды «Тамил Наду».
- В апреле 2007 года — впервые выступил на матче формата Twenty20.
- В 2008 году — возглавлял сборную Индии на Чемпионате Мира «U-19» в Малайзии, после чего «Royal Challengers Bangalore» заключила с ним юношеский контракт на 30 000 долларов США. В том же году он в составе сборной Индии участвовал в турнирах в Шри-Ланке и Пакистане.
- В 2009 году — турниры в Австралии и в ЮАР.
- В 2010 году — турниры в Бангладеш и в Зимбабве.
- В 2011 году — турниры в ЮАР.

5 ноября 2023 года Вират Кохли в 49-й раз в карьере достиг отметки в сто пробегов в Однодневном международном матче, сравнявшись по этому достижению с Сачином Тендулкаром. Это произошло в Калькутте на чемпионате мира во время матча против ЮАР на стадионе «Иден Гарденс».
15 ноября в полуфинале чемпионата мира против Новой Зеландии, который состоялся на стадионе «Ванкхеде» в Мумбаи, Вират Кохли в 50-й раз в однодневных международных матчах набрал сто пробегов, став лучшим в истории по этому показателю.

## Награды
- Арджуна — 2013[8]
- Падма Шри в области спорта — 2017[9]
- Раджив Ганди Кхел Ратна — 2018[10]